# Beldades de Hampton Court
As Beldades de Hampton Court é uma série de retratos de autoria de Godfrey Kneller, encomendados pela rainha Maria II de Inglaterra, que ilustram as oito mais belas mulheres da corte de Maria II e Guilherme III de Inglaterra, marido de Maria. As pinturas enfeitam os salões de Guilherme III no Palácio de Hampton Court, em Londres.

## História
As pinturas provavelmente foram encomendadas, originalmente, para serem penduradas na "sala das águas", contudo, após a morte da esposa, em 1694, Guilherme III as levou para a sala de jantar no andar térreo, onde estão penduradas até hoje.
Hampton Court também abriga as Beldades de Windsor, quadros produzidos na corte de Carlos II de Inglaterra, encomendados por sua cunhada, Ana Hyde, mãe de Maria II e da futura rainha, Ana da Grã-Bretanha. Assim como as Beldades de Hampton Court, os quadros retratam as mulheres mais belas de sua época, porém, muitas das mulheres da coleção de Windsor eram amantes do rei Carlos II, enquanto que as de Hampton Court eram atendentes da rainha Maria.
Diferentemente da coleção passada, de tamanho 3/4 das pinturas, os quadros da coleção da rainha têm um tamanho maior e as poses das mulheres são mais formais. Além disso, possuem um estilo mais simples e menos erótico, para refletir uma sociedade mais moralista, e o desejo de "repaginar" a monarquia seguindo um modelo moral.
Apesar disso, pintores e críticos de séculos posteriores, tais como William Hazlitt e Johann Heinrich Füssli, consideraram os retratos problemáticos, tendo Hazlitt chamado as nobres pintadas de "vulgares." O gravurista, Charles Knight, chamou o conjunto de mulheres ali representadas de "assanhadas ousadas e meretrícias". 
As duas coleções fizeram parte da exibição "The Wild, the Beautiful and the Damned", em 2012.

## Lista das Beldades
- Isabella FitzRoy, Duquesa de Grafton (nascida Bennet, foi casada com Henry FitzRoy, 1.º Duque de Grafton, filho ilegítimo do rei Carlos II)
- Margaret Cecil, Condessa de Ranelagh
- Carey Fraser, Condessa de Peterborough e Monmouth
- Frances Whitmore, Senhora Middleton
- Mary Scrope
- Diana Beauclerk, Duquesa de St Albans (nascida de Vere)
- Mary Capel, Condessa de Essex (nascida Bentinck)
- Mary Sackville, Condessa de Dorset (nascida Compton)

## Galeria

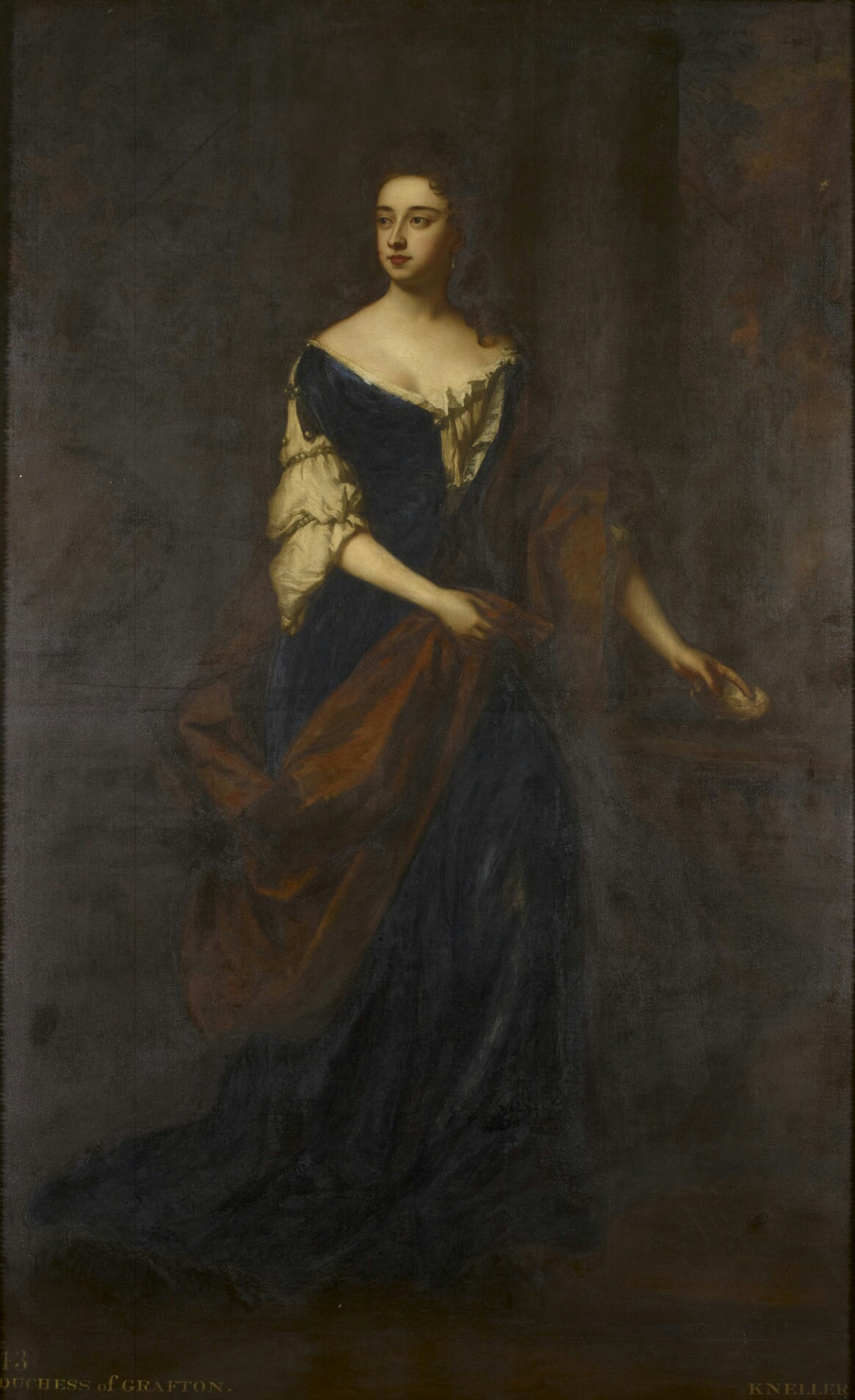
Isabella FitzRoy, Duquesa de Grafton, c. 1691.
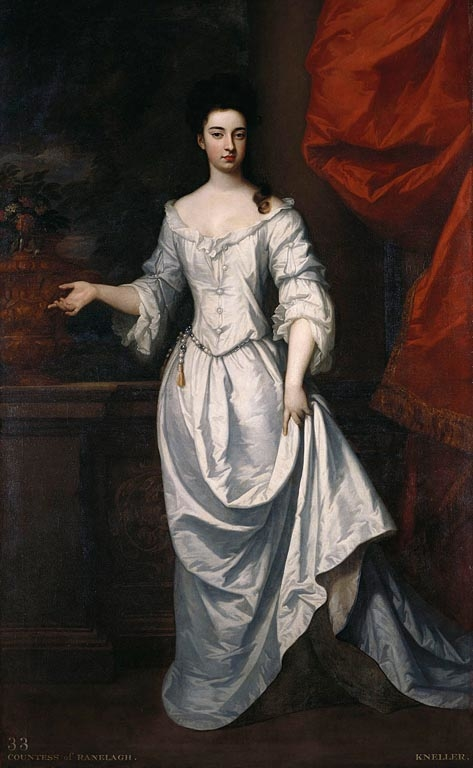
Margaret Cecil, Condessa de Ranelagh, c. 1690/91.
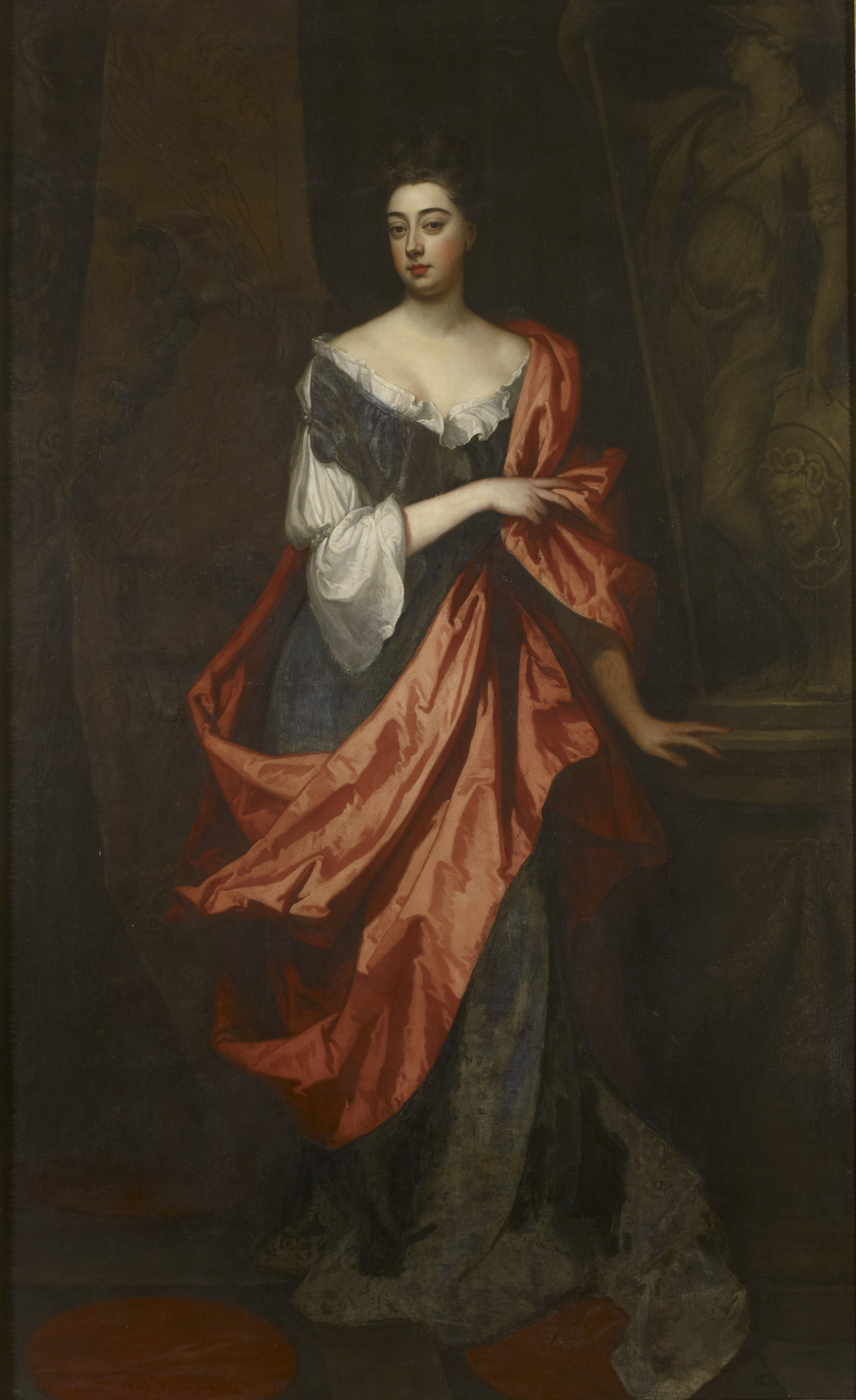
Carey Fraser,  Condessa de Peterborough e Monmouth, c. 1690/91.
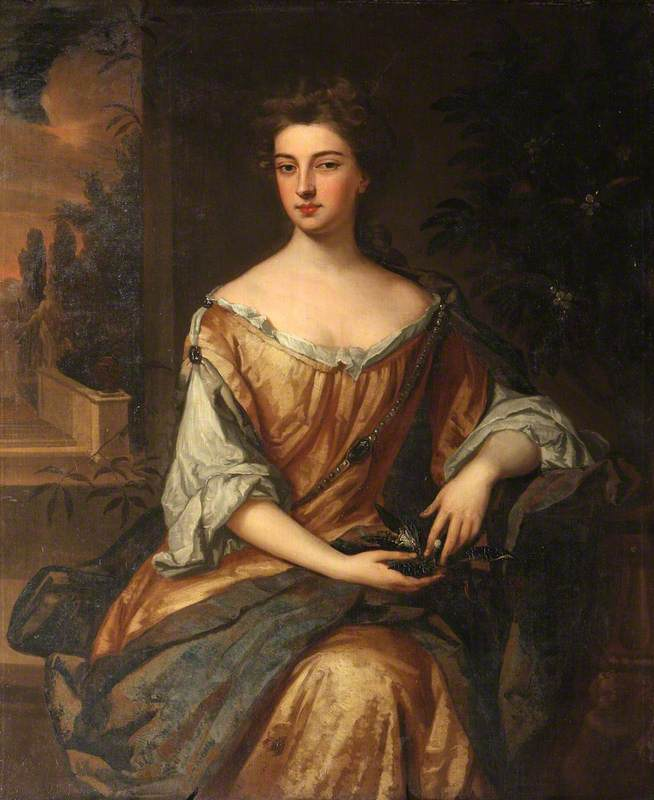
Frances Whitmore, Senhora Middleton, c. 1686.
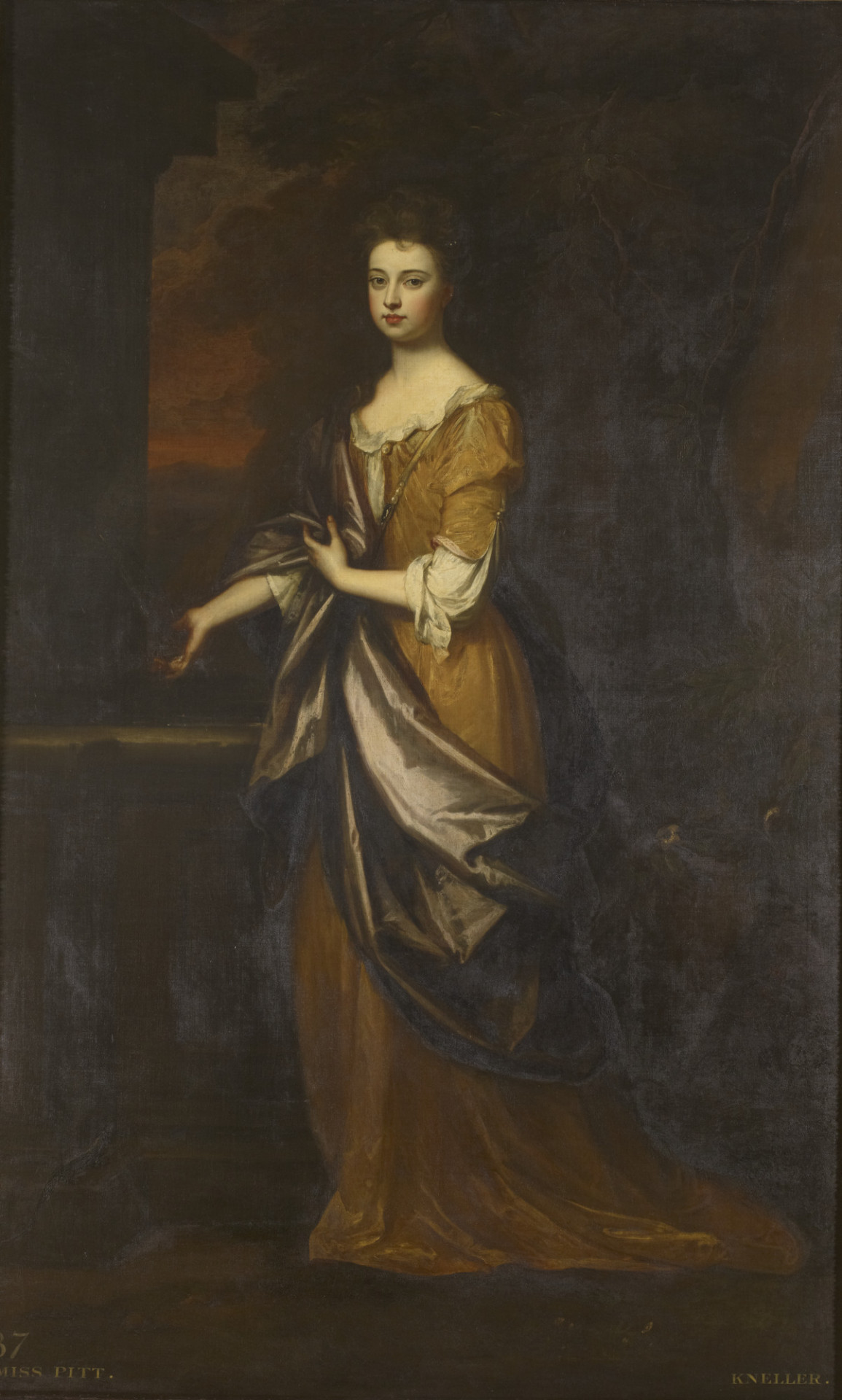
Mary Scrope, Senhora Pitt, 1691.
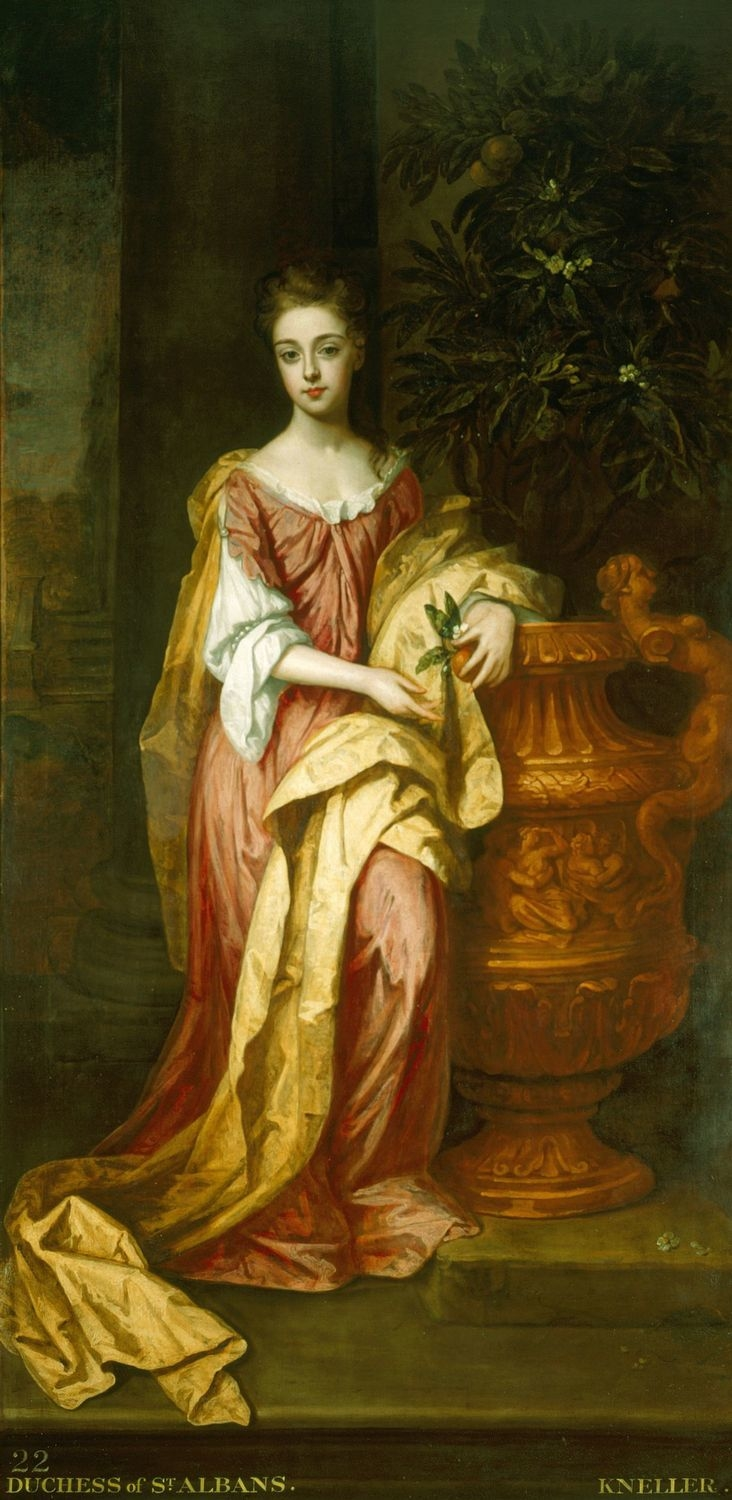
Diana Beauclerk, Duquesa de St Albans, 1691.
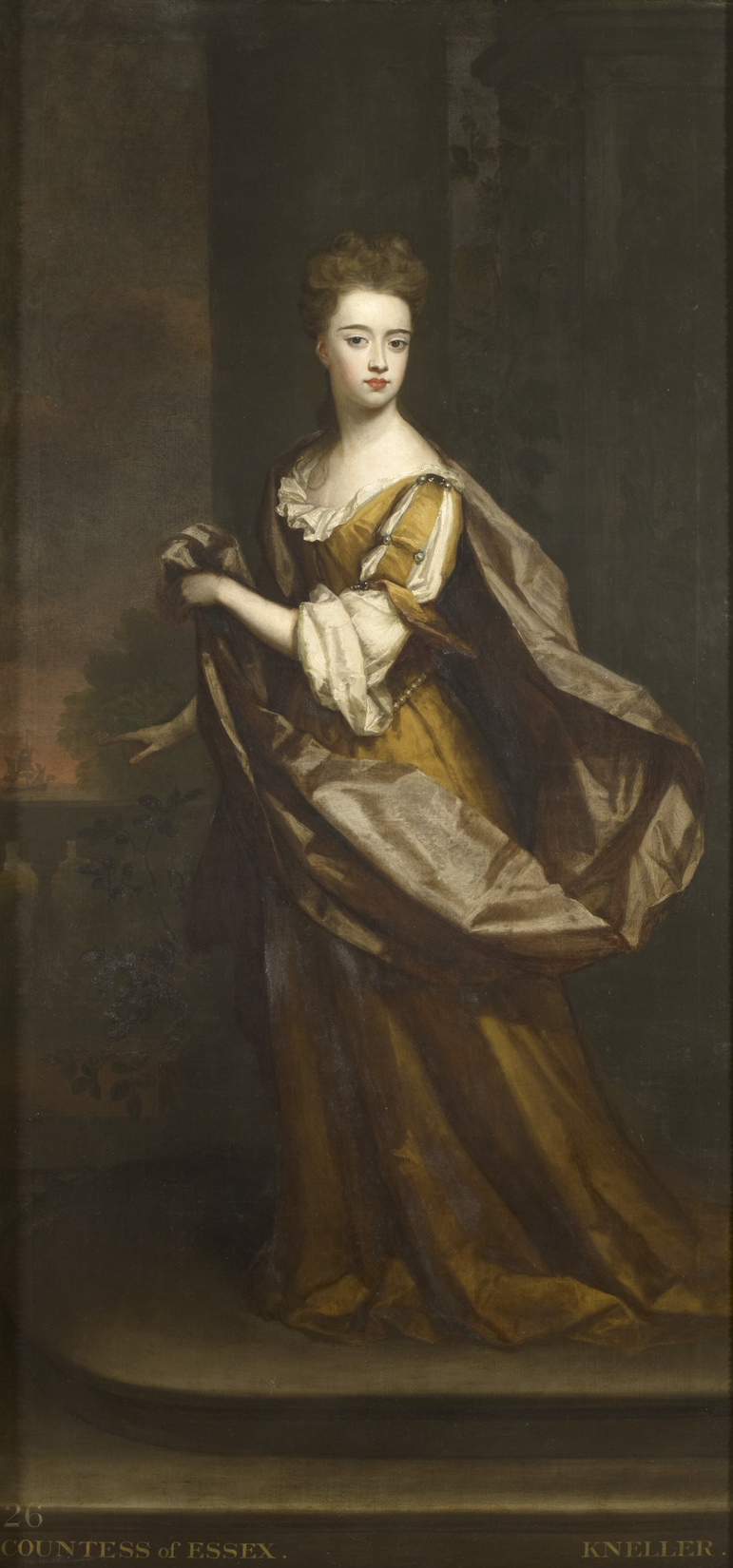
Mary Capel, Condessa de Essex, c. 1690/91.
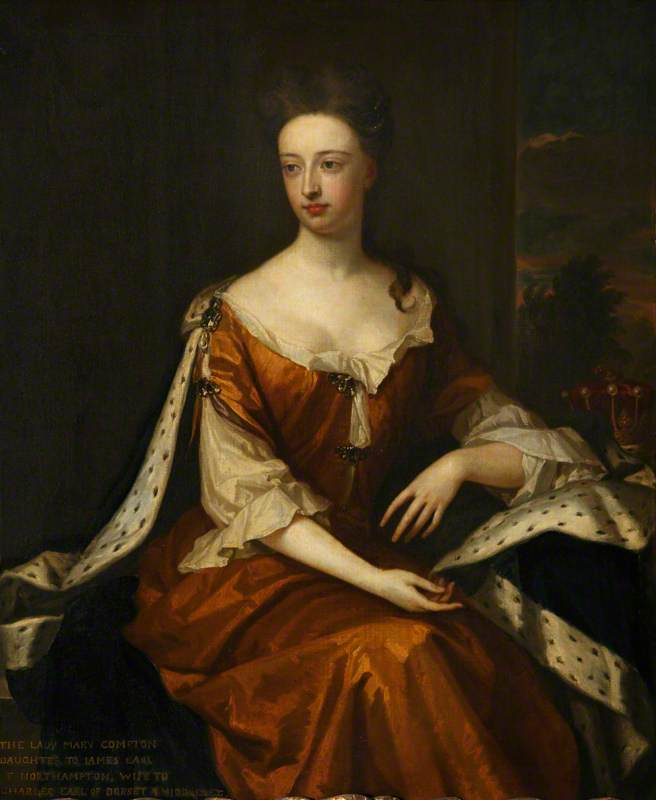
Mary Sackville, Condessa de Dorset, c. 1670 e 1691.